# Cadillac Celestiq
Der Cadillac Celestiq ist eine batterieelektrische Luxuslimousine des US-amerikanischen Automobilherstellers Cadillac. Die Produktion erfolgt ausschließlich auf Kundenanfrage in Handarbeit im sogenannten Global Technical Center in Warren (Michigan).

## Geschichte

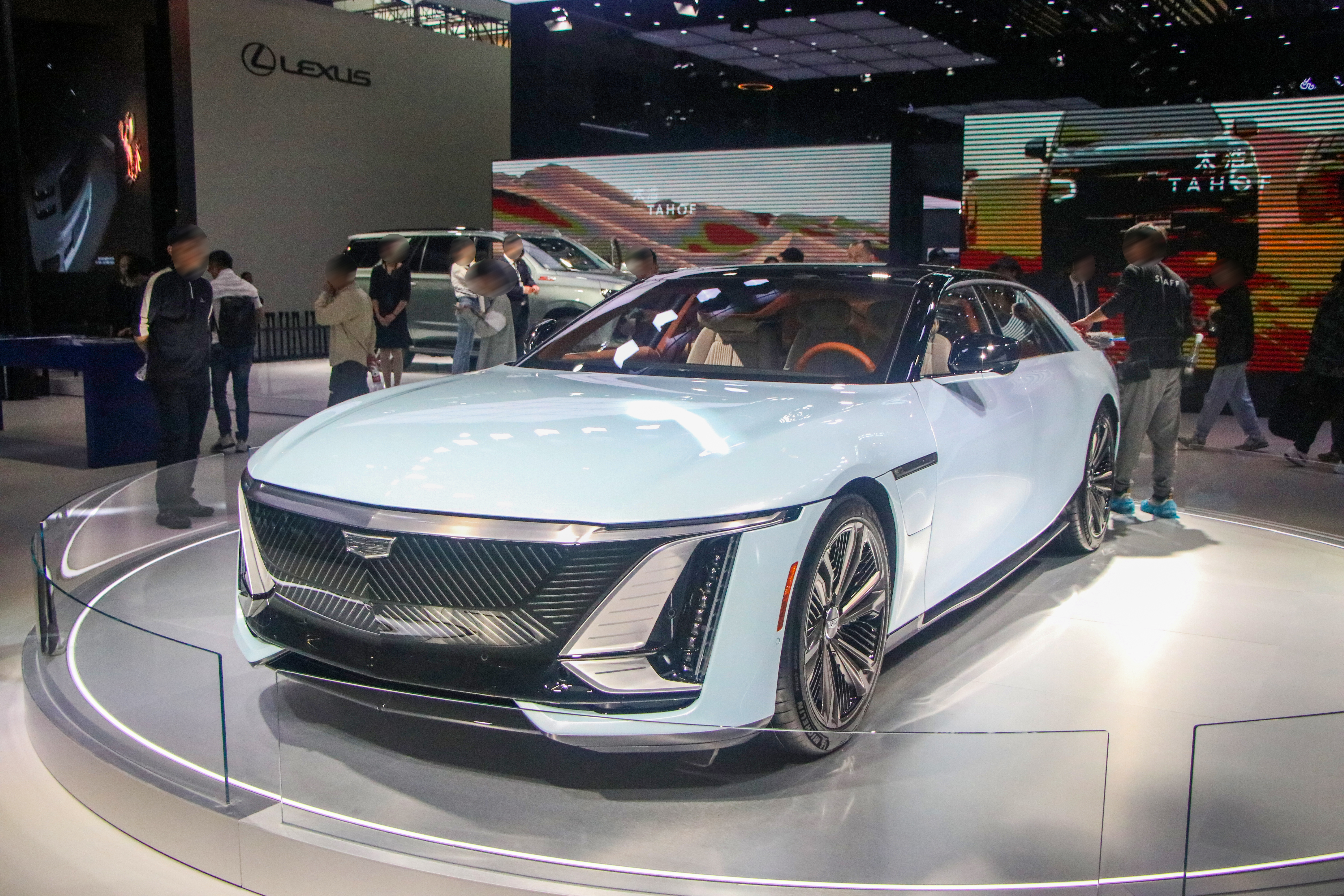
Cadillac Celestiq Concept (2022)

Ein Konzeptfahrzeug wurde im Sommer 2022 vorgestellt. Die Produktion der Serienversion startete im Dezember 2023. Die Produktionskapazität liegt bei maximal sechs Fahrzeugen gleichzeitig, wobei maximal zwei Fahrzeuge pro Tag fertiggestellt werden können.

## Technik
Das Fahrzeug basiert auf der Ultium-Plattform von General Motors und bietet einen Akku mit 111 kWh. Die Reichweite wird mit 483 km angegeben. Während des Ladevorgangs zeigen die Leuchten vorn und hinten den Ladestand an. Die Motorisierung besteht immer aus zwei Elektromotoren, je einer an jeder Achse, die zusammen auch den zuschaltbaren Allradantrieb bilden. Die Systemleistung beträgt 447 kW (608 PS) und 868 Nm Drehmoment. Die Beschleunigung von 0 auf 100 km/h soll damit in 3,8 s gelingen. Die Ladeleistung mit Gleichstrom liegt bei bis zu 200 kW.
Das Fahrwerk bildet eine Luftfederung mit adaptiven Dämpfern, Fünflenker-Aufhängung und einer Wankstabilisierung. Die Hinterachse kann je nach Fahrsituation gleich- oder gegensinnig bis zu 3,5 Grad mitlenken. Eine Weiterentwicklung des von General Motors genannten Assistenzpaketsystems „Super Cruise“ stellt „Ultra Cruise“ dar, womit der Celestiq ausgestattet wird. Damit ist auch automatisches Einparken möglich, ohne dass sich der Fahrer noch im Fahrzeug befindet.